# 77 Aquarii
77 Aquarii (77 Aqr) es una estrella en la constelación de Acuario de magnitud aparente +5,56.
Se localiza 27 minutos de arco al sur de la brillante Skat (δ Aquarii).
Se encuentra a 140 ± 4 años luz de distancia del sistema solar.
77 Aquarii es una gigante naranja de tipo espectral K1III, anteriormente catalogada como K2.5IIIb.
Tiene una temperatura efectiva de 4628 ± 25 K, si bien otro estudio reduce dicha cifra a 4581 K.
Brilla con una luminosidad 13 veces mayor que la luminosidad solar.
Tiene un diámetro 6 veces más grande que el del Sol, por lo que su tamaño es «pequeño» para una estrella de sus características; Pólux (β Geminorum) —la gigante naranja más próxima al Sol— es un 66% mayor mientras que Arturo (α Bootis) es 4 veces más grande.
Presenta una metalicidad —abundancia relativa de elementos más pesados que el helio— algo más elevada que la solar ([Fe/H] = +0,16).
Al igual que el Sol, no tiene ninguna compañera estelar.
Existe cierta evidencia de que 77 Aquarii puede ser una estrella variable, por lo que recibe, en cuanto a variable, la denominación provisional de NSV 14358.